# Autise
Die Autise (andere Schreibweise: Autize) ist ein Fluss in Frankreich, der in der Region Nouvelle-Aquitaine, Département Deux-Sèvres und in der Region Pays de la Loire, Département Vendée, verläuft.

## Verlauf
Sie entspringt in 168 Metern Höhe bei Mazières-en-Gâtine und mündet nach rund 67 Kilometern im Regionalen Naturpark Marais Poitevin als rechter Nebenfluss in die Sèvre Niortaise. Zwischen Nieul-sur-l’Autise und La Porte de l’Île wird sie durch ein Wehr geteilt.
Der östliche und meistens trockenliegende Arm verläuft als Vieille Autise weiter und erreicht bei Saint-Sigismond den Canal de la Vieille Autise, welchen er bis zu seiner Mündung in die Sèvre Niortaise, bei La Barbée, westlich von Damvix, begleitet.
- Mündungskoordinaten: 46° 19′ 28″ N, 0° 45′ 36″ W

Der westliche Arm (Jeune Autise) ist ein weitgehend künstlich angelegter Wasserlauf, führt das meiste Wasser und mündet bei Maillé ebenfalls in die Sèvre Niortaise ein.
- Mündungskoordinaten: 46° 20′ 27″ N, 0° 47′ 43″ W

## Orte am Fluss
- Ardin
- Saint-Pompain
- Xanton-Chassenon
- Nieul-sur-l’Autise
- an der Vieille Autise
  - Saint-Sigismond
  - La Barbée
- an der Jeune Autise
  - La Porte de l’Île
  - Maillezais
  - Maillé

## Schiffbarkeit
- Canal de la Vieille Autise
Er besteht im Wesentlichen aus dem kanalisierten Mündungsarm Vieille Autise. Er hat eine Länge von 10 Kilometern und reicht von seiner Mündung in die Sèvre Niortaise bei La Barbée bis zu einem kleinen Hafenbecken in der Ortschaft Courdault. Die einzige Schleuse Saint-Arnaud hat die Abmessungen von 31,50 × 5,10 Meter. Die normale Wassertiefe beträgt 1,20 Meter, sie fällt jedoch im Sommer bei Trockenheit auf 0,80 Meter.

- Jeune Autise
Der schiffbare Abschnitt ist etwa 9 Kilometer lang und reicht von der Mündung in die Sèvre Niortaise bei Maillé bis zum Hafenbecken in der kleinen Ortschaft Souil. Die Jeune Autise kann wegen der geringen Abmessungen der einzigen Schleuse Maillé, von 7 × 3 Metern und einer Tiefe von 0,50 Metern, nur von ganz kleinen Booten befahren werden.